# The Ultimate Fighter
The Ultimate Fighter  (англ.) — спортивное реалити-шоу американского производства, специализированное на смешанных боевых искусствах. Выпускается под эгидой Абсолютного бойцовского чемпионата (англ. UFC) с января 2005 года.
Сюжет реалити-шоу свободным образом развивается вокруг тренировочного процесса и регулярных соревнований участников шоу — спортсменов, бойцов смешанного стиля. К участию в реалити-шоу «The Ultimate Fighter» допускаются и любители и профессионалы, однако результаты соревнований в профессиональную статистику спортсменов не заносятся. Участники шоу делятся на две команды, главными тренерами которых являются, обычно, известные бойцы мирового уровня, чемпионы разных серий. Целью шоу является определение лучшего из представленных бойцов соответствующей весовой категории. Для определения первенства используется турнирная система.
Победитель финального боя получает в награду эксклюзивный контракт с UFC на участие в чемпионате, с особыми финансовыми условиями.
Впрочем, практика проведения таких шоу показывает, что билет на Ultimate Fighting Championship получают не только победители, но и бойцы, которые показали себя наилучшим образом. Часто среди участников «The Ultimate Fighter» оказываются не только новички, но и ветераны смешанных единоборств, которым по каким-то причинам назначили испытания в реалити-шоу. Шанс проявить себя с новой стороны, приняв участие в «The Ultimate Fighter», получают также аутсайдеры чемпионата UFC.

## Интересные факты
По словам президента UFC Уайт, Дэйна финальный бой первого сезона The Ultimate Fighter между Стефаном Боннаром и Форрестом Гриффином проходящий 9 апреля 2005 года в Лас-Вегасе и транслируемый по кабельному телеканалу SPIKE, вытащил Ultimate Fighting Championship из долговой ямы и вдохнул новую жизнь в организацию, а также спас UFC от продажи. По результатам этого боя победителем вышел Гриффин, однако счастливый Дэйна Уайт объявил, что оба бойца получат контракты с UFC. Данный бой впоследствии попал в зал славы UFC.

## Сезоны

### Основные сезоны
| Сезон | Наименование сезона                                                  | Даты проведения         | Тренеры и цвета                     | Весовые категории                    | Победители                     | Претенденты                      |
| ----- | -------------------------------------------------------------------- | ----------------------- | ----------------------------------- | ------------------------------------ | ------------------------------ | -------------------------------- |
| 1     | The Ultimate Fighter 1                                               | 17.01.2005 – 04.04.2005 | Чак Лидделл Рэнди Кутюр             | Средний вес Полутяжёлый вес          | Диего Санчес Форрест Гриффин   | Кенни Флориан Стефан Боннар      |
| 2     | The Ultimate Fighter 2                                               | 22.08.2005 – 01.11.2005 | Мэтт Хьюз Рич Франклин              | Полусредний вес Тяжёлый вес          | Джо Стивенсон Рашад Эванс      | Люк Куммо Брэд Аймс              |
| 3     | The Ultimate Fighter 3                                               | 06.04.2006 – 15.06.2006 | Тито Ортис Кен Шемрок               | Средний вес Полутяжёлый вес          | Кендалл Гроув Майкл Биспинг    | Эд Херман Джош Хэйнис            |
| 4     | The Ultimate Fighter 4: The Comeback                                 | 17.08.2006 – 02.11.2006 | Команда Mojo Команда No Love        | Полусредний вес Средний вес          | Мэтт Серра Трэвис Люттер       | Крис Лайтл Патрик Коте           |
| 5     | The Ultimate Fighter 5                                               | 05.04.2007 – 23.06.2007 | Дженс Пулвер Би Джей Пенн           | Лёгкий вес                           | Нейт Диас                      | Мэнни Гамбурян                   |
| 6     | The Ultimate Fighter: Team Hughes vs. Team Serra                     | 19.09.2007 – 08.12.2007 | Мэтт Хьюз Мэтт Серра                | Полусредний вес                      | Мак Данциг                     | Том Спир                         |
| 7     | The Ultimate Fighter: Team Rampage vs. Team Forrest                  | 02.04.2008 – 21.06.2008 | Куинтон Джексон Форрест Гриффин     | Средний вес                          | Амир Садоллах                  | Си Би Доллауэй                   |
| 8     | The Ultimate Fighter: Team Nogueira vs. Team Mir                     | 17.09.2008 – 13.12.2008 | Антониу Родригу Ногейра Фрэнк Мир   | Лёгкий вес Полутяжёлый вес           | Эфраин Эскудеро Райан Бейдер   | Филлип Новер Винни Магальяйнс    |
| 9     | The Ultimate Fighter: United States vs. United Kingdom               | 01.04.2009 – 20.06.2009 | Дэн Хендерсон Майкл Биспинг         | Лёгкий вес Полусредний вес           | Росс Пирсон Джеймс Уилкс       | Андре Уиннер ДаМаркес Джонсон    |
| 10    | The Ultimate Fighter: Heavyweights                                   | 16.09.2009 – 05.12.2009 | Куинтон Джексон Рашад Эванс         | Тяжёлый вес                          | Рой Нельсон                    | Брендан Шауб                     |
| 11    | The Ultimate Fighter: Team Liddell vs. Team Ortiz                    | 31.03.2010 – 19.06.2010 | Чак Лидделл Тито Ортис              | Средний вес                          | Курт МакГи                     | Крис МакКрэй                     |
| 12    | The Ultimate Fighter: Team GSP vs. Team Koscheck                     | 15.09.2010 – 04.12.2010 | Жорж Сен-Пьер Джош Косчек           | Лёгкий вес                           | Джонатан Брукинс               | Майкл Джонсон                    |
| 13    | The Ultimate Fighter: Team Lesnar vs. Team dos Santos                | 30.03.2011 – 04.06.2011 | Брок Леснар Жуниор дус Сантус       | Полусредний вес                      | Тони Фергюсон                  | Рамзи Ниджем                     |
| 14    | The Ultimate Fighter: Team Bisping vs. Team Miller                   | 21.09.2011 – 03.12.2011 | Майкл Биспинг Джейсон Миллер        | Легчайший вес Полулёгкий вес         | Джон Додсон Диегу Брандан      | Ти Джей Диллашоу Деннис Бермудес |
| 15    | The Ultimate Fighter: Live                                           | 09.03.2012 – 25.05.2012 | Доминик Крус Юрайя Фейбер           | Лёгкий вес                           | Майкл Кьеза                    | Эл Яквинта                       |
| 16    | The Ultimate Fighter: Team Carwin vs. Team Nelson                    | 14.09.2012 – 15.12.2012 | Шейн Карвин Рой Нельсон             | Полусредний вес                      | Колтон Смит                    | Майк Риччи                       |
| 17    | The Ultimate Fighter: Team Jones vs. Team Sonnen                     | 22.01.2013 – 09.04.2013 | Джон Джонс Чейл Соннен              | Средний вес                          | Келвин Гастелум                | Юрая Холл                        |
| 18    | The Ultimate Fighter: Team Rousey vs. Team Tate                      | 04.09.2013 – 27.11.2013 | Ронда Раузи Миша Тейт               | Легчайший вес Жен. легчайший вес     | Крис Холдсворт Джулианна Пенья | Дейви Грант Джессика Ракочи      |
| 19    | The Ultimate Fighter: Team Edgar vs. Team Penn                       | 16.04.2014 – 02.07.2014 | Фрэнки Эдгар Би Джей Пенн           | Средний вес Полутяжёлый вес          | Эдди Гордон Кори Андерсон      | Диего Лима Мэтт ван Бюрен        |
| 20    | The Ultimate Fighter: A Champion Will Be Crowned                     | 10.09.2014 – 10.12.2014 | Энтони Петтис Гилберт Мелендес      | Жен. минимальный вес                 | Карла Эспарса                  | Роуз Намаюнас                    |
| 21    | The Ultimate Fighter: American Top Team vs. Blackzilians             | 22.04.2015 – 08.07.2015 | American Top Team Blackzilians      | Полусредний вес                      | Камару Усман American Top Team | Хайдер Хассан Blackzilians       |
| 22    | The Ultimate Fighter: Team McGregor vs. Team Faber                   | 09.09.2015 – 09.12.2015 | Конор МакГрегор Юрайя Фейбер        | Лёгкий вес                           | Райан Холл                     | Артём Лобов                      |
| 23    | The Ultimate Fighter: Team Joanna vs. Team Cláudia                   | 20.04.2016 – 06.072016  | Йоанна Енджейчик Клаудия Гаделья    | Полутяжёлый вес Жен. минимальный вес | Эндрю Санчес Татьяна Суарес    | Халил Раунтри Аманда Купер       |
| 24    | The Ultimate Fighter: Tournament of Champions                        | 31.08.2016 – 30.11.2016 | Джозеф Бенавидес Генри Сехудо       | Наилегчайший вес                     | Тим Эллиотт                    | Хиромаса Оугикубо                |
| 25    | The Ultimate Fighter: Redemption                                     | 19.04.2017 – 05.07.2017 | Коди Гарбрандт Ти Джей Диллашоу     | Полусредний вес                      | Джесси Тейлор                  | Диегу Лима                       |
| 26    | The Ultimate Fighter: A New World Champion                           | 30.08.2017 – 29.11.2017 | Эдди Альварес Джастин Гейджи        | Жен. наилегчайший вес                | Никко Монтаньо                 | Роксанна Модаффери               |
| 27    | The Ultimate Fighter: Undefeated                                     | 18.04.2018 – 04.07.2018 | Стипе Миочич Дэниел Кормье          | Полулёгкий вес Лёгкий вес            | Брэд Катона Майкл Тризано      | Джей Куччиньелло Джо Гьяннетти   |
| 28    | The Ultimate Fighter: Heavy Hitters                                  | 29.08.2018 – 30.11.2018 | Роберт Уиттакер Келвин Гастелум     | Тяжёлый вес Жен. полулёгкий вес      | Хуан Эспино Мейси Чиассон      | Джастин Фразье Панни Киансад     |
| 29    | The Return of The Ultimate Fighter: Team Volkanovski vs. Team Ortega | 01.06.2021 – 17.08.2021 | Александр Волкановски Брайан Ортега | Легчайший вес Средний вес            | Рикки Турсиос Брайан Баттл     | Брэди Хистэнд Гилберт Урбина     |
| 30    | The Ultimate Fighter: Team Peña vs. Team Nunes                       | 03.05.2022 – 19.07.2022 | Джулианна Пенья Аманда Нунис        | Тяжёлый вес Жен. наилегчайший вес    | Мохаммед Усман Жулиана Миллер  | Зак Пауга Броган Уокер           |
| 31    | The Ultimate Fighter: Team McGregor vs. Team Chandler                | 30.05.2023 – 15.08.2023 | Конор МакГрегор Майкл Чендлер       | Легчайший вес Лёгкий вес             | Брэд Катона Курт Холобо        | Коди Гибсон Остин Хаббард        |
| 32    | The Ultimate Fighter: Team Grasso vs. Team Shevchenko                | 04.06.2024 – 20.08.2024 | Алекса Грассо Валентина Шевченко    | Полулёгкий вес Средний вес           | Майрон Сантус Райан Лодер      | Каан Офли Роберт Валентин        |
| 33    | The Ultimate Fighter: Team Cormier vs. Team Sonnen                   | 27.05.2025 – н.в.       | Дэниел Кормье Чейл Соннен           | Наилегчайший вес Полусредний вес     |                                |                                  |

### Международные сезоны
| Сезон | Наименование сезона                                | Даты проведения         | Тренеры и цвета                         | Весовые категории              | Победители                         | Претенденты                             |
| ----- | -------------------------------------------------- | ----------------------- | --------------------------------------- | ------------------------------ | ---------------------------------- | --------------------------------------- |
| 1     | The Ultimate Fighter: Brazil                       | 25.03.2012 – 23.06.2012 | Витор Белфорд Вандерлей Силва           | Полулёгкий вес Средний вес     | Рони Джейсон Сезар Феррейра        | Годофреду Пэпей Сержиу Мораис           |
| 2     | The Ultimate Fighter: The Smashes                  | 19.09.2012 – 14.12.2012 | Росс Пирсон Джордж Сотиропулос          | Лёгкий вес Полусредний вес     | Норман Парк Роберт Уиттакер        | Колин Флетчер Брэд Скотт                |
| 3     | The Ultimate Fighter: Brazil 2                     | 17.03.2013 – 02.06.2013 | Антониу Родригу Ногейра Фабрисиу Вердум | Полусредний вес                | Леонарду Сантус                    | Уильям Макариу                          |
| 4     | The Ultimate Fighter: China                        | 07.12.2013 – 26.01.2014 | Чжан Тецюань Ао Хайлинь                 | Полулёгкий вес Полусредний вес | Нин Гуанъю Чжан Липэн              | Ян Цзянпин Ван Сай                      |
| 5     | The Ultimate Fighter Nations: Canada vs. Australia | 15.01.2014 – 09.04.2014 | Патрик Коте Кайл Ноук                   | Полусредний вес Средний вес    | Чед Лаприз Элиас Теодору           | Оливье Обен-Мерсье Шелдон Весткотт      |
| 6     | The Ultimate Fighter: Brazil 3                     | 09.03.2014 – 25.05.2014 | Вандерлей Силва Чейл Соннен             | Средний вес Тяжёлый вес        | Варлей Алвис Антониу Карлус Жуниор | Марсиу Алешандри Жуниор Витор Миранда   |
| 7     | The Ultimate Fighter: Latin America                | 20.08.2014 – 05.11.2014 | Кейн Веласкес Фабрисиу Вердум           | Легчайший вес Полулёгкий вес   | Алехандро Перес Яир Родригес       | Хосе Альберто Киньонес Леонардо Моралес |
| 8     | The Ultimate Fighter: Brazil 4                     | 05.04.2015 – 21.06.2015 | Андерсон Силва Маурисиу Руа             | Легчайший вес Лёгкий вес       | Режиналду Виейра Глаику Франса     | Дилену Лопес Фернанду Бруну             |
| 9     | The Ultimate Fighter: Latin America 2              | 26.08.2015 – 11.11.2015 | Келвин Гастелум Эфраин Эскудеро         | Лёгкий вес Полусредний вес     | Энрике Барсола Эрик Монтаньо       | Горицио Гутьеррес Энрике Марин          |
| 10    | The Ultimate Fighter: Latin America 3              | 20.08.2016 – 05.11.2016 | Чак Лидделл Форрест Гриффин             | Лёгкий вес                     | Мартин Браво                       | Клаудио Пуэльес                         |